# Opel Astra G
Opel Astra G — друге покоління компактних автомобілів Opel Astra, що вироблялася німецькою компанією Opel. Вона виготовлялася з 1998 по 2004 рр. і прийшла на зміну компактним автомобілям Opel Astra F.

## Опис моделі

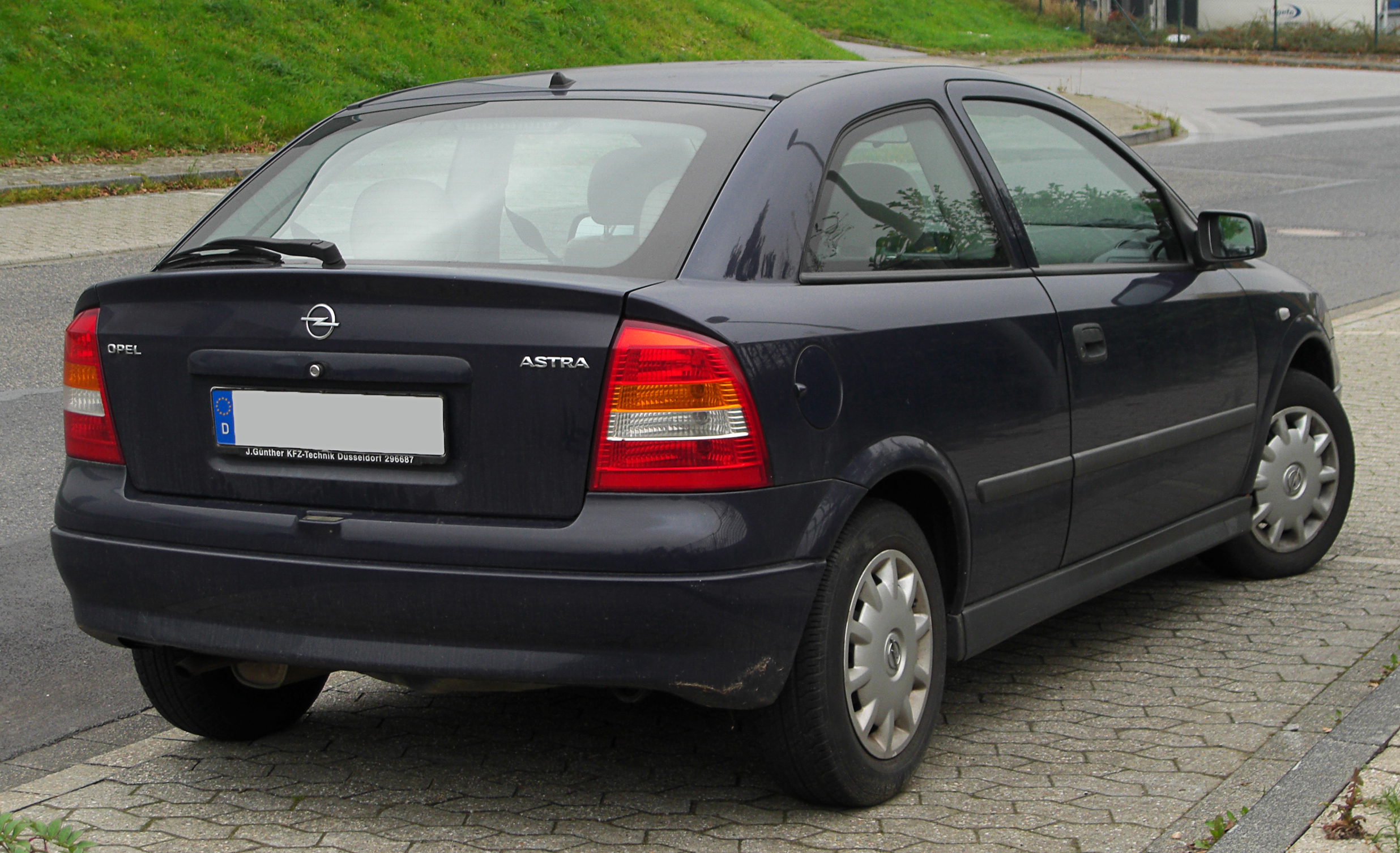
Opel Astra G 3дв.
(1998—2002)

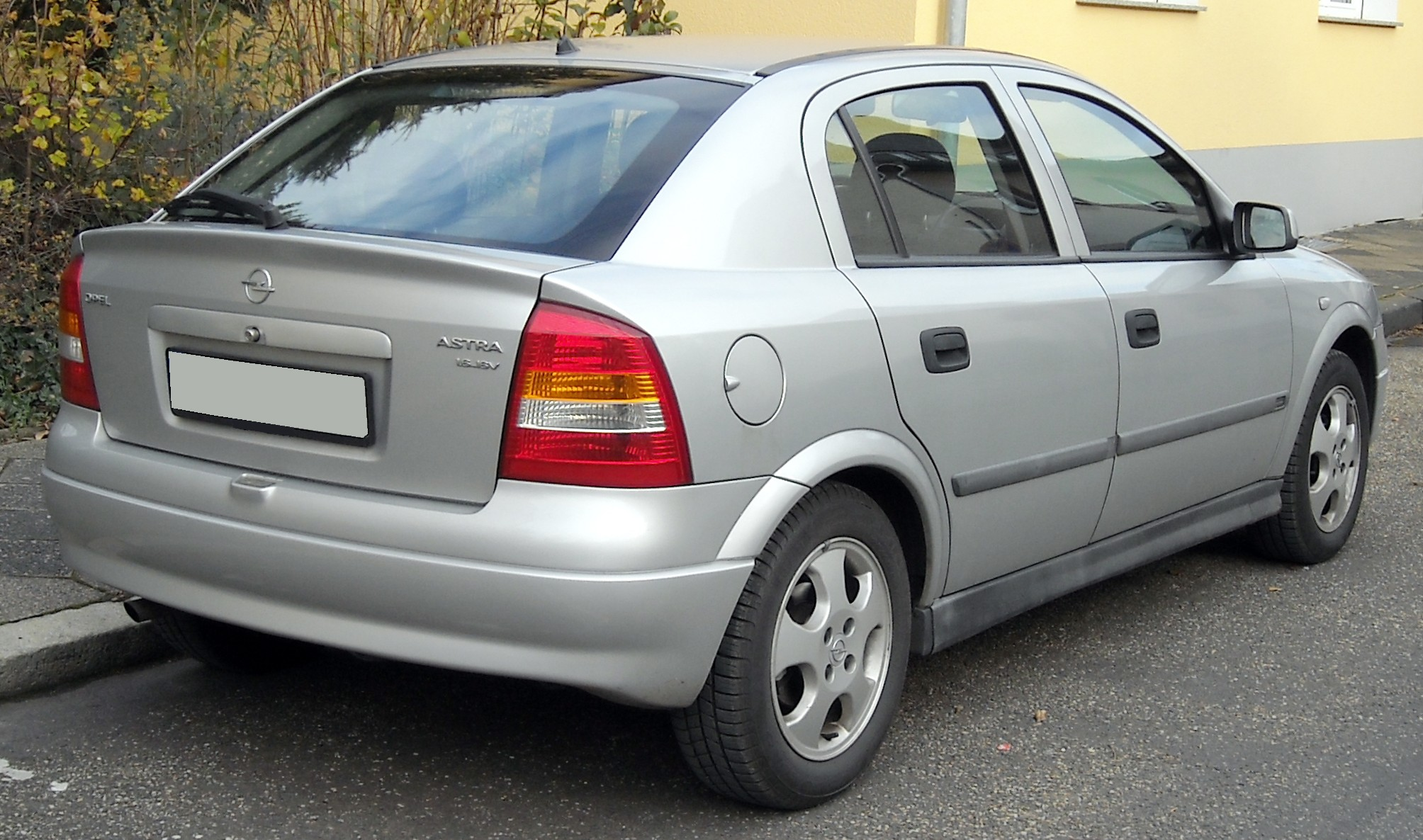
Opel Astra G 5дв.
(1998—2002)

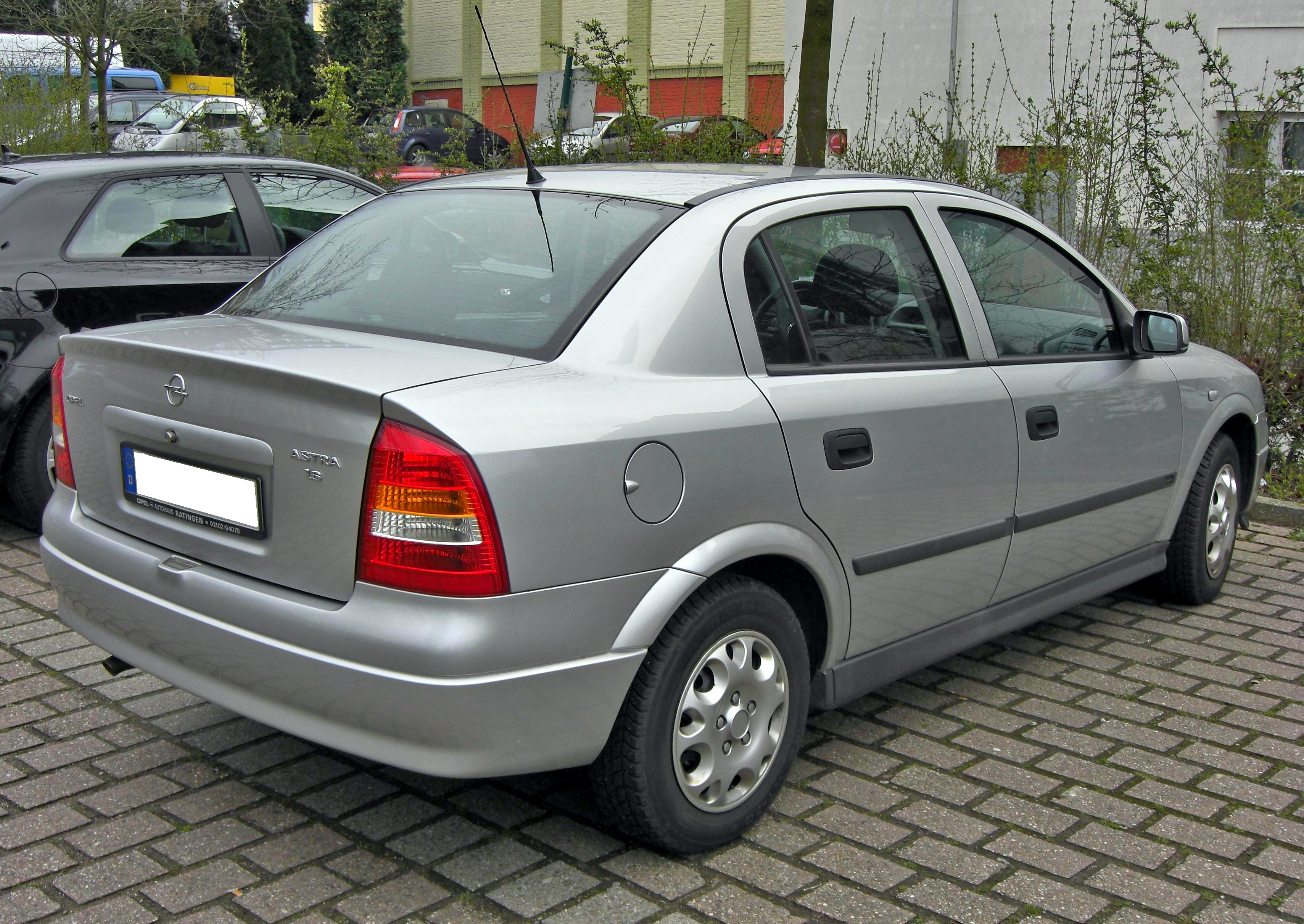
Opel Astra G седан
(1998—2002)

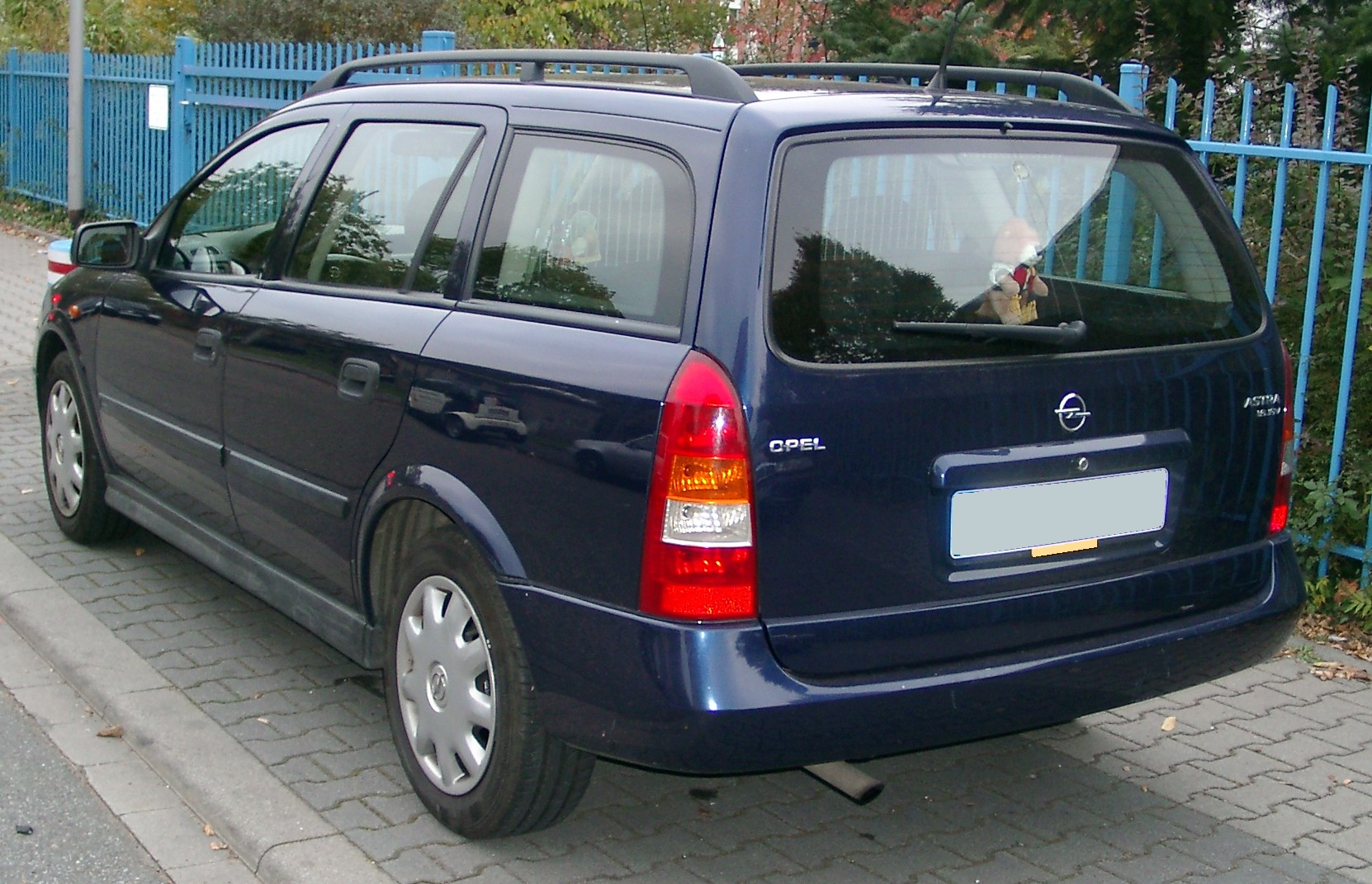
Opel Astra G Caravan
(1998—2002)

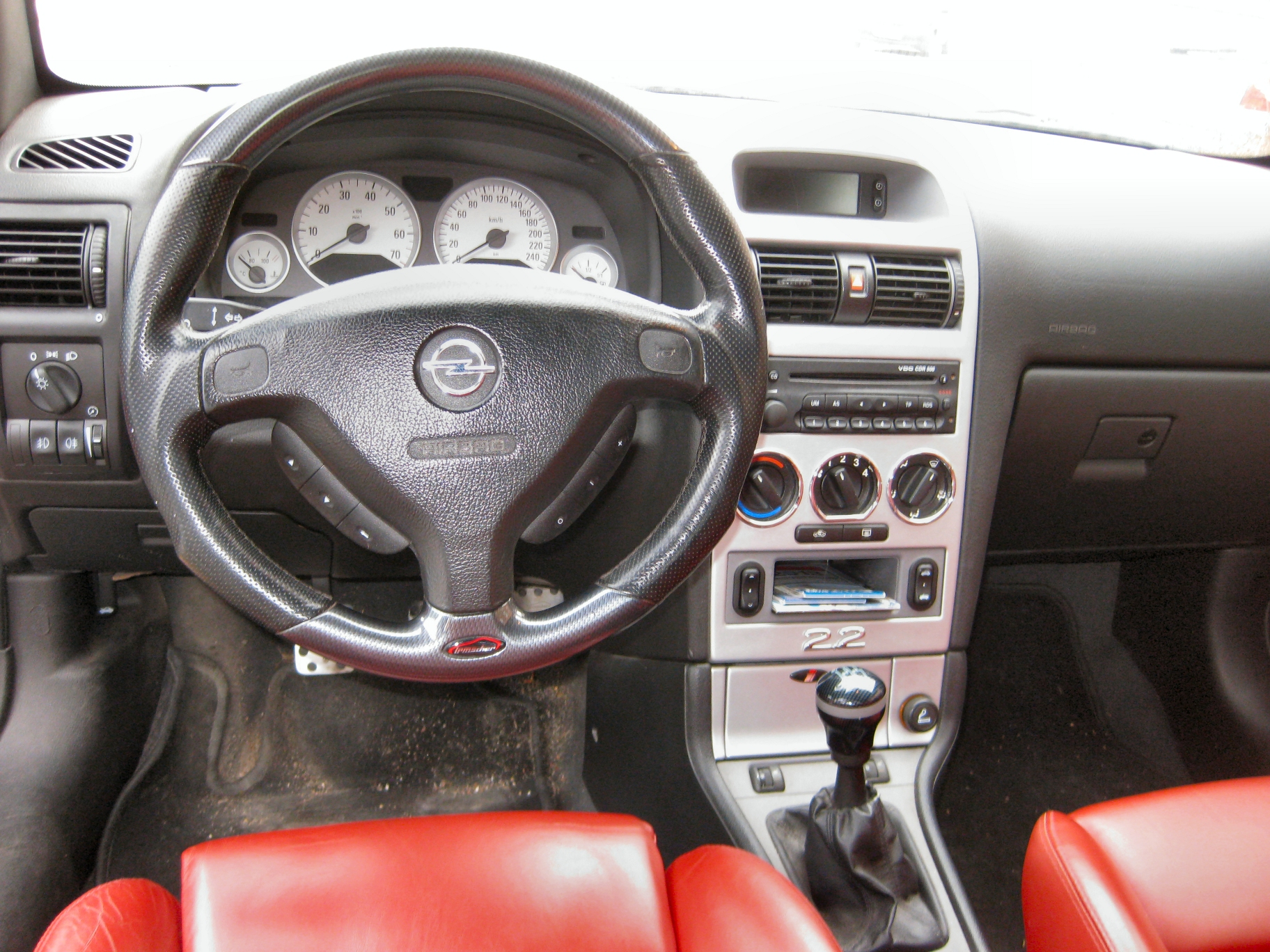

У 1997 році у Франкфурті було вперше представлено друге покоління Opel Astra G. Від попередниці не було взято жодної важливої деталі. Opel пропонував автомобіль повністю спроектований заново. Дизайн, ергономіка, ходові якості, функціональність, якість оздоблення інтер'єру були набагато покращені. Astra пропонувалася з трьома типами кузовів: два хетчбека — трьох-і п'ятидверний і універсал. Седан Astra з'явився тільки через рік в 1998 році.
Кузов нової Astra відрізняється відмінною аеродинамікою. Коефіцієнт лобового опору Cx рівний 0,29. Підвищилася міцність кузова. Його жорсткість на кручення в порівнянні з кузовом старої Astra значно зросла. Відзначимо також, що в кузові нової Astra використовується близько 20 сортів сталі.
Друге покоління відрізняється поліпшеною антикорозійною стійкістю. Opel дає 12-річну гарантію від наскрізної корозії.
Безпеку забезпечують ремені безпеки, чотири подушки — дві фронтальні і дві бічні, заховані в спинках передніх сидінь. Педальний вузол за конструкцією аналогічний тому, що стоїть на Opel Vectra. Якщо при ударі деформація стосується педалей, вони не зміщуються, а просто відвалюються: кронштейни мнуть і «відпускають» педалі.
Вперше в малому середньому класі на Astra G застосували задню підрулюючу підвіску, яка забезпечує стабільну поведінку автомобіля в крутих віражах.
Внутрішнього простору салону цілком достатньо для комфортного розміщення п'яти пасажирів.
Бензинові силові агрегати запозичили у попередньої моделі, а от гамма дизельних двигунів поповнилася новими турбодизелями об'ємом 2,0 літра потужністю 82 к.с. (або 101 к.с. у варіанті з безпосереднім вприскуванням палива).
У 1999 році на базі моделі Astra за допомогою дизайнерського ательє Bertone була створена нова версія — з кузовом Coupe. Рік по тому вона пішла у виробництво, а в 2001 році на базі цього автомобіля виготовили ще й Opel Astra Cabrio. Обидві ці модифікації, незважаючи на порівняно невисоку ціну, є свого роду ексклюзивом, тому що вони збираються вручну за заводі ательє Bertone.
Кузов Opel Astra Cabrio виглядає однаково стрімко як з піднятим, так і з опущеним верхом. Володіє відмінною аеродинамікою. Коефіцієнт лобового опору Сх навіть з опущеним дахом не перевищує 0,32. Дах нового кабріолета складається і розкладається автоматично, причому тільки в базовій версії кромка даху прищіпається до лобового скла механічними замками; у більш просунутих моделей замки автоматичні і управляти дахом можна навіть дистанційно.
На автомобіль встановлюються три типи бензинових Ecotec двигунів об'ємом 1,6; 1,8 і 2,2 літра. Останній із силових агрегатів дебютував на Opel Astra Coupe і розроблявся спільно інженерами декількох підрозділів концерну General Motors, встановлюватися він буде не тільки на купе і кабріолет, а й на інші автомобілі автогіганта. Двигун відповідає нормам токсичності Euro IV.
Випуск в Західній Європі Opel Astra другого покоління був припинений в 2004 році.
В інших країнах автомобіль виготовлявся до 2009 року.

### Галерея Opel Astra G

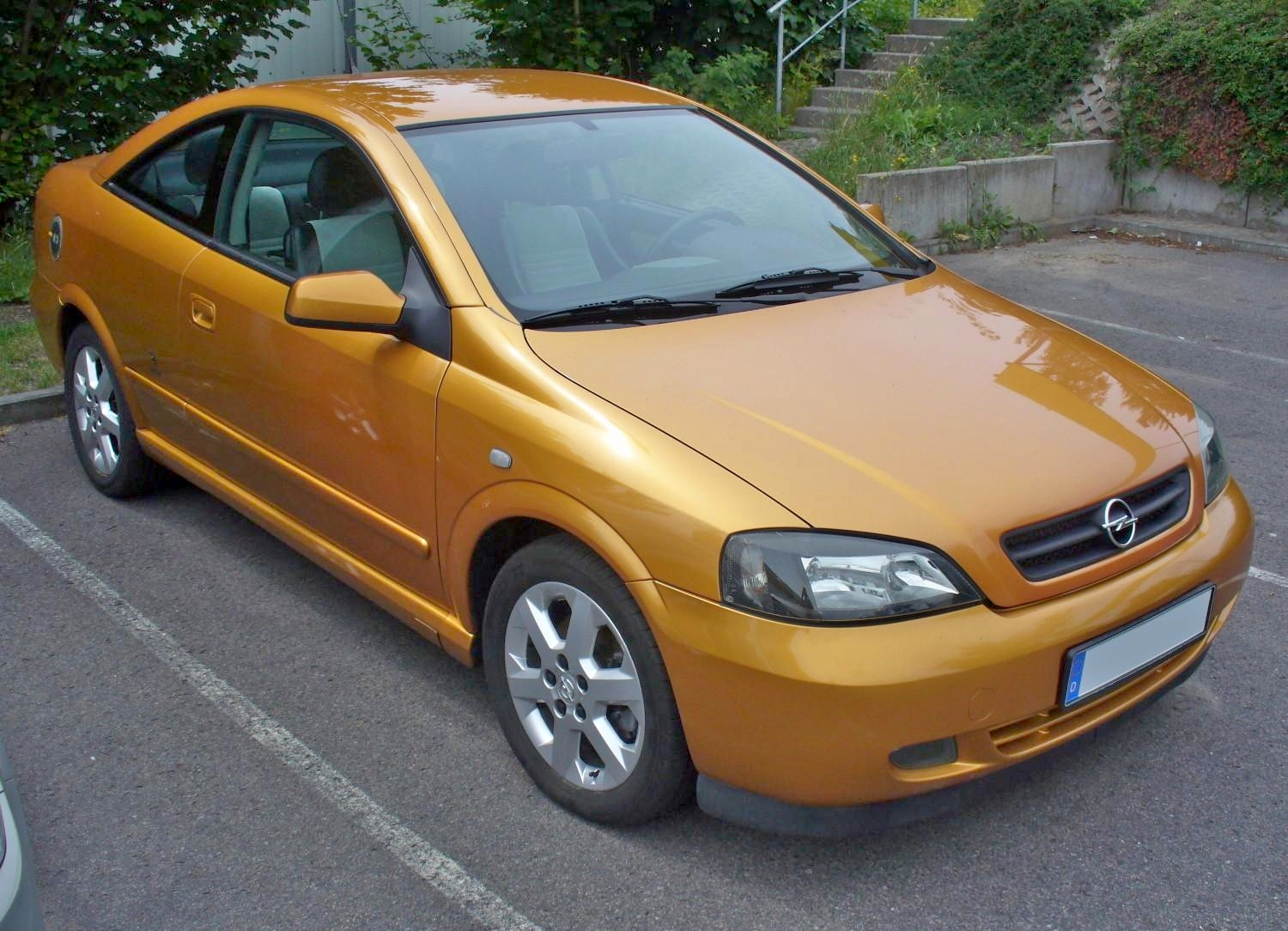
Opel Astra Coupé
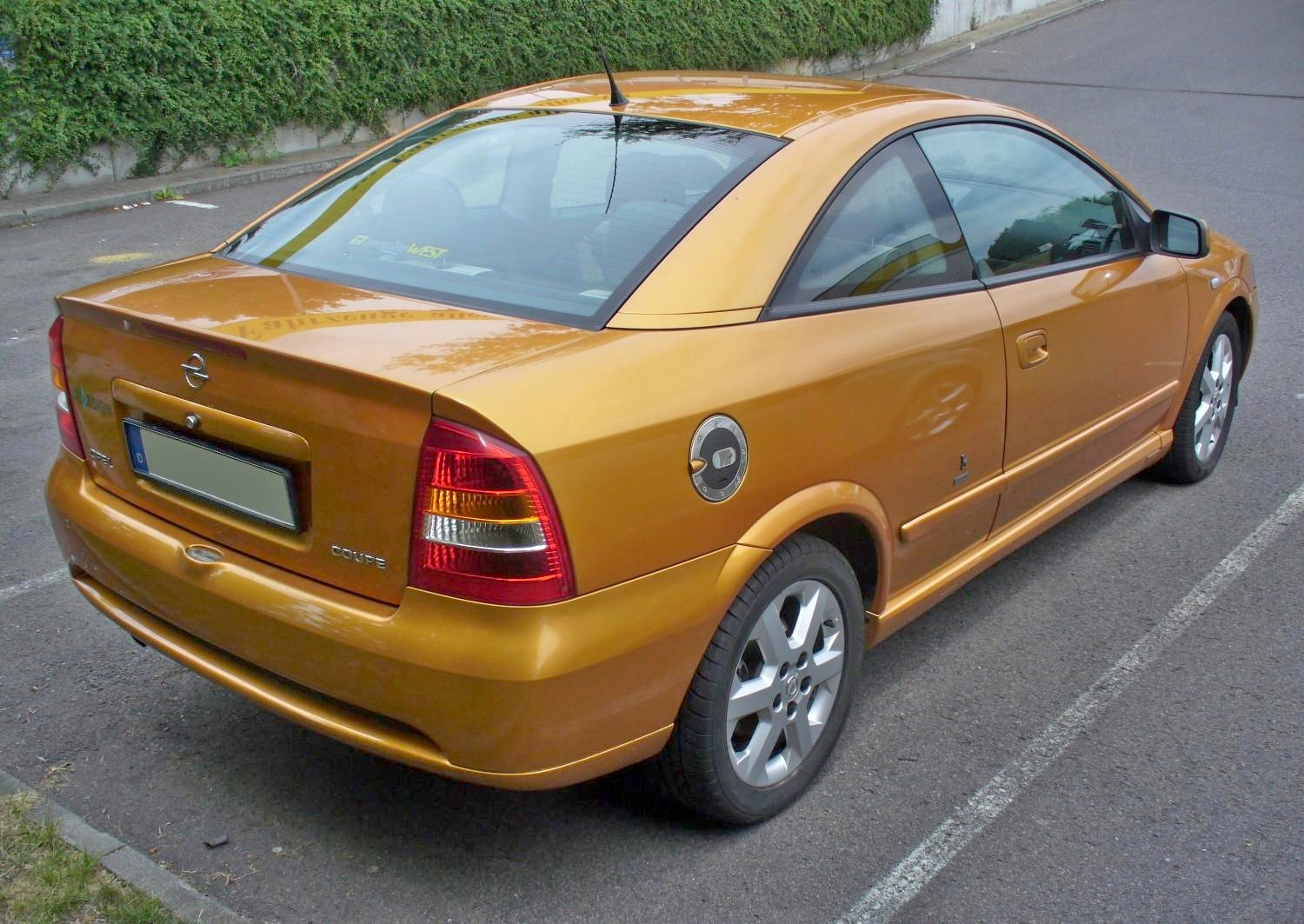
Opel Astra Coupé
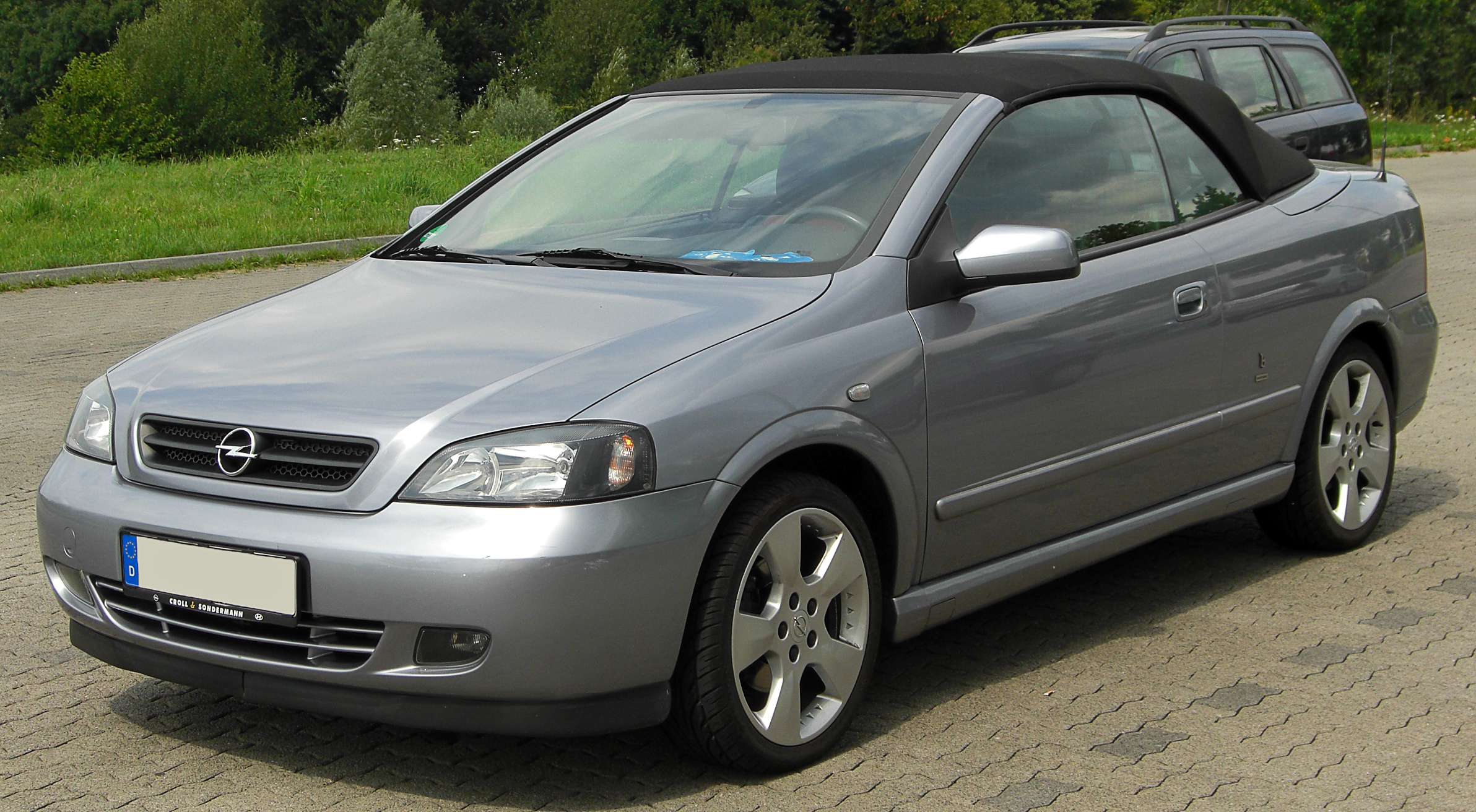
Opel Astra Cabrio
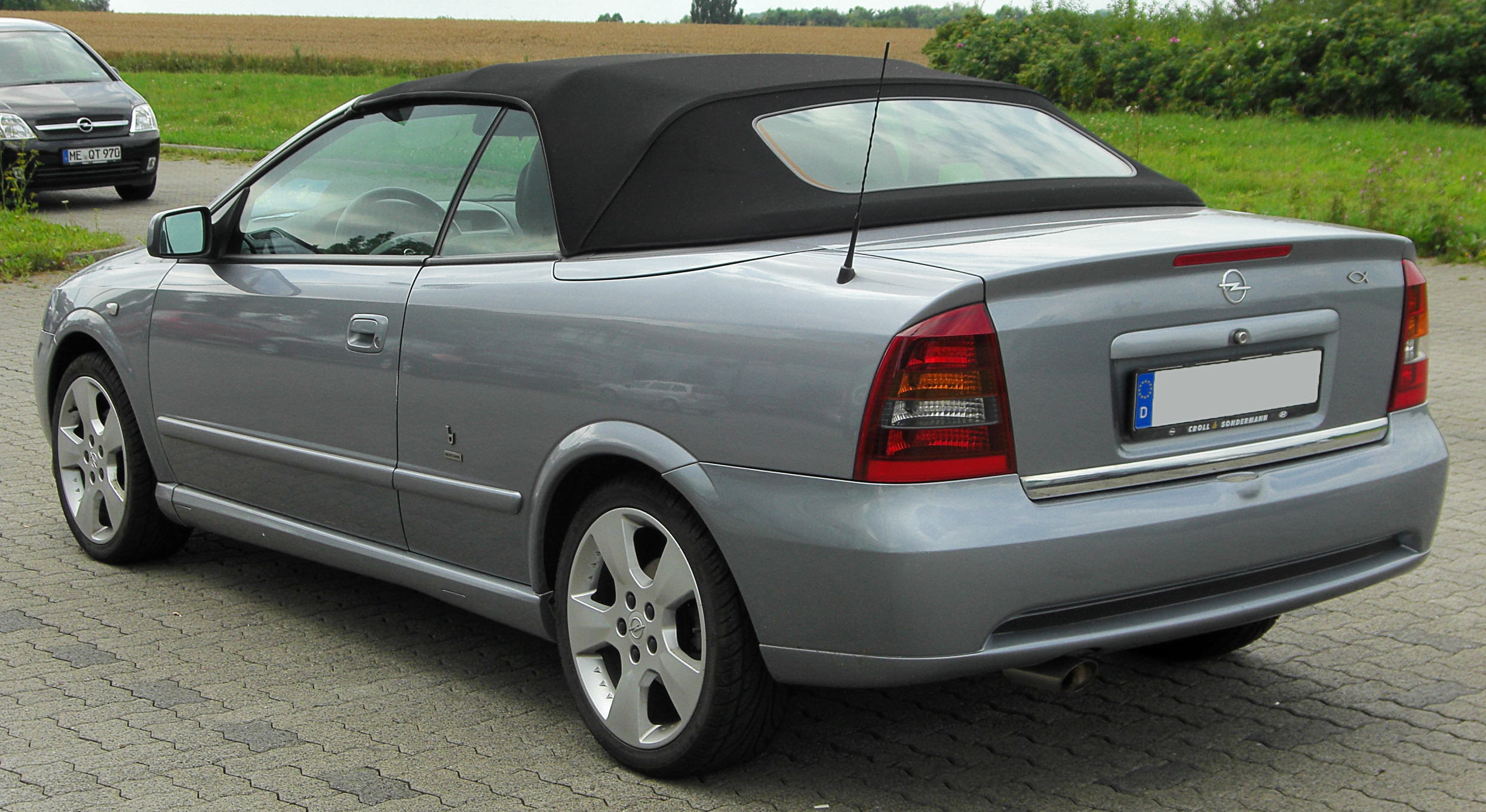
Opel Astra Cabrio
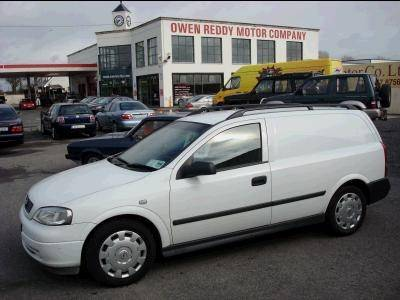
Opel Astra фургон
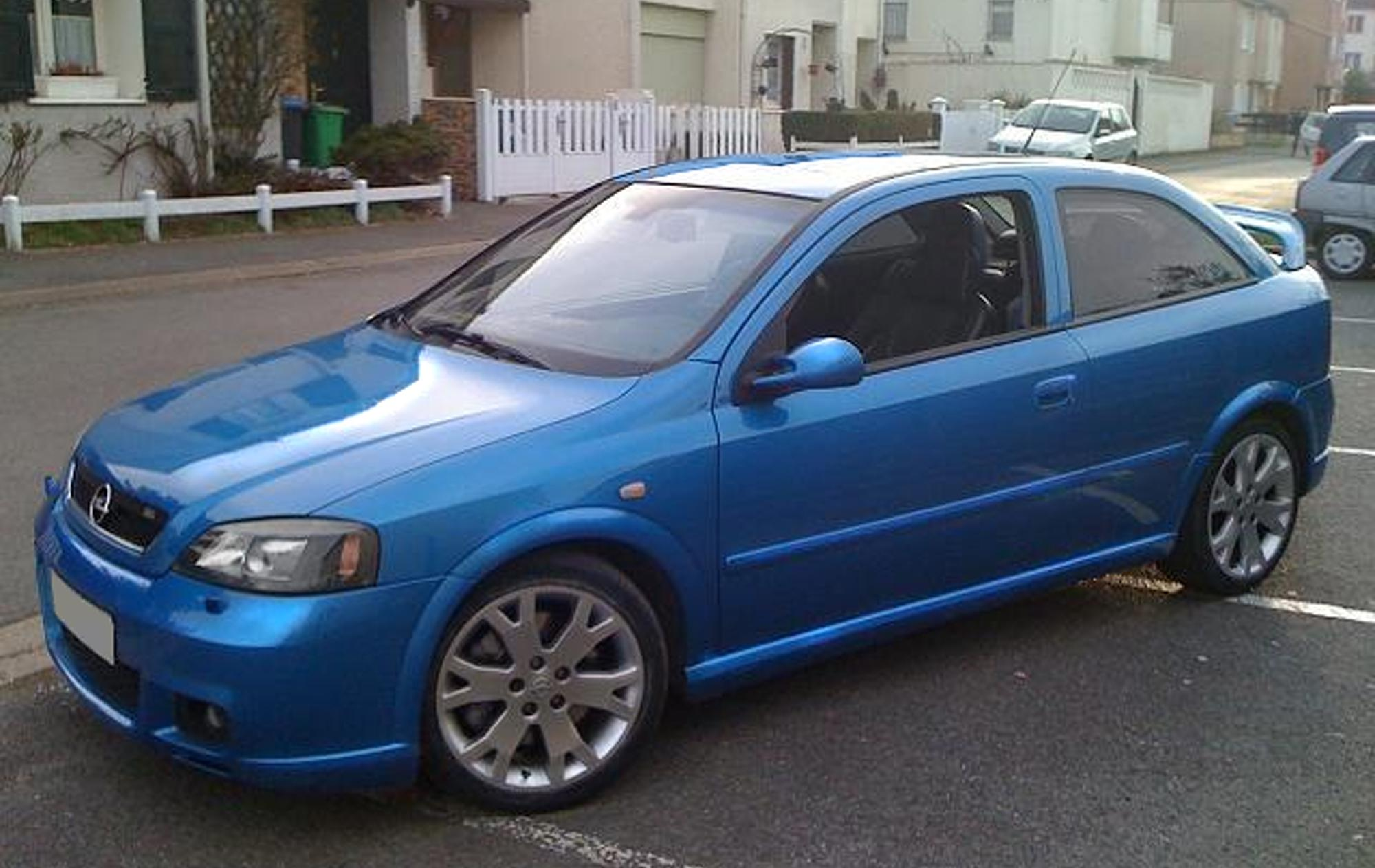
Opel Astra OPC (2002–2004)
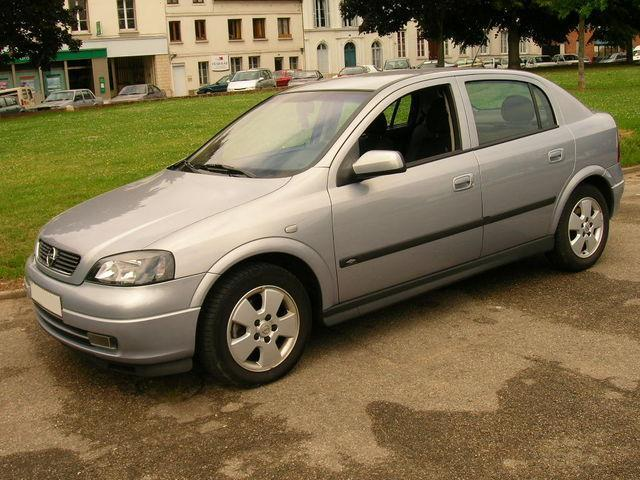
Opel Astra 5дв. після фейсліфту (2002–2004)
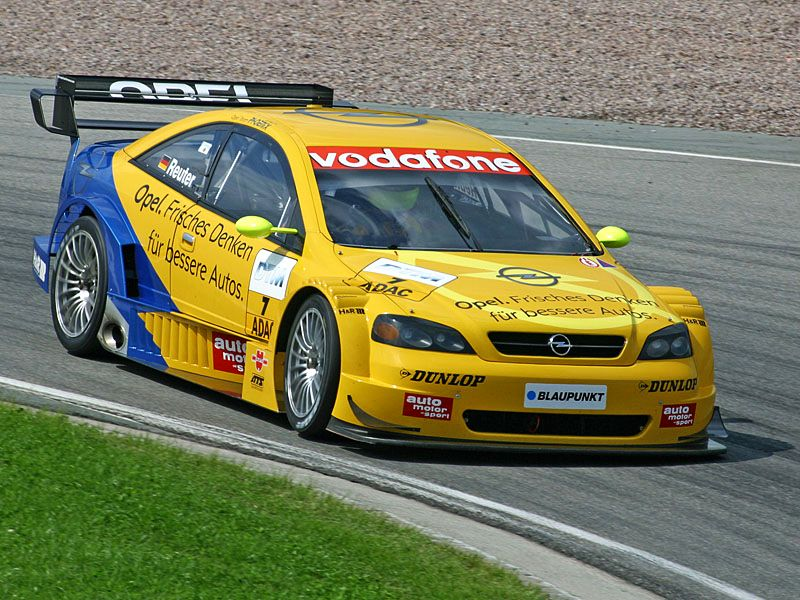
Opel Astra в автоспорті (DTM)

## Двигуни

### Бензинові
| модель             | код двигуна   | потужність                                    | 3-дв.      | седан | 5-дв. | універсал  | Coupé | Cabrio  |
| ------------------ | ------------- | --------------------------------------------- | ---------- | ----- | ----- | ---------- | ----- | ------- |
| 1,2 l 16V          | X12XE         | 48 kW / 65 к.с. до 2000 року                  | ×          |       | ×     |            |       |         |
| 1,2 l 16V          | Z12XE         | 55 kW / 75 к.с. від 2000 року                 | ×          |       | ×     |            |       |         |
| 1,4 l 16V          | X14XE, Z14XE  | 66 kW / 90 к.с.                               | ×          | ×     | ×     | ×          |       |         |
| 1,4 l 16V Twinport | Z14XEP        | 66 kW / 90 к.с.                               | ×          | ×     | ×     | ×          |       |         |
| 1,6 l 8V           | X16SZR        | 55 kW / 75 к.с. до 2000 року                  | ×          | ×     | ×     | ×          |       |         |
| 1,6 l 8V           | Z16SE         | 62 kW / 84 к.с. від 2000 року                 | ×          | ×     | ×     | ×          |       |         |
| 1,6 l 16V          | X16XEL, Z16XE | 74 kW / 101 к.с.                              | ×          | ×     | ×     | ×          |       | od 2003 |
| 1,6 l 16V Twinport | Z16XEP        | 76 kW / 105 к.с.                              | ×          | ×     | ×     | ×          | ×     | ×       |
| 1,8 l 16V          | X18XE1        | 85 kW / 116 к.с. до 2000 року                 | ×          | ×     | ×     | ×          | ×     |         |
| 1,8 l 16V          | Z18XE         | 92 kW / 125 к.с. від 2000 року                | ×          | ×     | ×     | ×          | ×     | ×       |
| 2,0 l 16V          | X20XEV        | 100 kW / 136 к.с. вересень 1999 до осені 2001 | ×          | ×     | ×     | ×          |       |         |
| 2,0 l 16V          | X20XER        | 118 kW / 160 к.с. вересень 1999 до осені 2001 | OPC        |       |       |            |       |         |
| 2,2 l 16V          | Z22SE         | 108 kW / 147 к.с.                             | ×          | ×     | ×     | ×          | ×     | ×       |
| 2,0 l 16V Turbo    | Z20LET        | 147 kW / 200 к.с.                             | OPC (2002) |       |       | OPC (2002) | ×     | ×       |

### Дизельні
| модель         | код двигуна | потужність       | 3-дв. | седан | 5-дв. | універсал | Coupé | Cabrio |
| -------------- | ----------- | ---------------- | ----- | ----- | ----- | --------- | ----- | ------ |
| 1,7 l 8V TD    | X17DTL      | 50 kW / 68 к.с.  | ×     | ×     | ×     | ×         |       |        |
| 1,7 l 16V DTI  | Y17DT       | 55 kW / 75 к.с.  | ×     | ×     | ×     | ×         |       |        |
| 1,7 l 16V CDTI | Z17DTL      | 59 kW / 80 к.с.  | ×     | ×     | ×     | ×         |       |        |
| 2,0 l 16V DI   | X20DTL      | 60 kW / 82 к.с.  | ×     | ×     | ×     | ×         |       |        |
| 2,0 l 16V DTI  | Y20DTH      | 74 kW / 101 к.с. | ×     | ×     | ×     | ×         |       |        |
| 2,2 l 16V DTI  | Y22DTR      | 92 kW / 125 к.с. | ×     | ×     | ×     | ×         | ×     | ×      |

## Зноски
1. ↑  Каталог Opel Astra [Архівовано 24 жовтня 2010 у Wayback Machine.] 25.10.2010